# Чионг Тан Шанг
Чионг Тан Шанг (виј. Trương Tấn Sang; округ Дукхоа, 21. јануар 1949) је вијетнамски државник. Он је био лидер комунистичке партије Сајгона за време између 1996. и 2000. године. Дана 25. јула 2011, изабран је за председника Вијетнама (шефа државе), симболичну позицију, на којој је наследио Нгујена Миња Чијета.